# Hørsholm
Hørsholm là một thành phố Đan Mạch, nằm bên bờ Øresund với khoảng cách khoảng 25 km (15,53 mi) về phía bắc Copenhagen. Dân số thành phố này tại thời điểm năm 2011 là 45.873 người. Đây là thành phố đông dân thứ 13 của Đan Mạch. Thành phố có diện tích 31,28 km². 
Thành phố này nằm ở phần lớn đô thị Hørsholm và kéo qua tận đô thị lân cận Fredensborg-Humlebæk và Rudersdal
.
Nội thành Hørsholm phát triển xung quanh cung điện Hirschholm - cung điện được xây trong những năm 1730.